# Crvena prašina (1999.)
Crvena prašina, hrvatski dugometražni film iz 1999. godine.
Film je 1999. sudjelovao u službenom programu 56. Međunarodnog filmskog festivala u Veneciji.
Redatelj Zrinko Ogresta dobio je glavnu nagradu »Zlatno sidro«, Grand-prix 15. međunarodnog festivala u Haifi. Osvojio ju je ex aequo s francuskim redateljem Thomasom Vincentom i njegovim filmom »Karneval«.